# دانگ‌فنگ اس‌ایکس۶
دانگ‌فنگ اس‌ایکس۶ یک خودروی اندازه متوسط کراس‌اوور است که به‌وسیلهٔ دانگ‌فنگ لیوژو موتور طراحی و تولید شده‌است. 
این خودرو در سال ۲۰۱۶ تولید و عرضه شده‌است. 
این خودرو در ایران توسط خودروسازی فردا تولید و عرضه شده‌است.

## بررسی

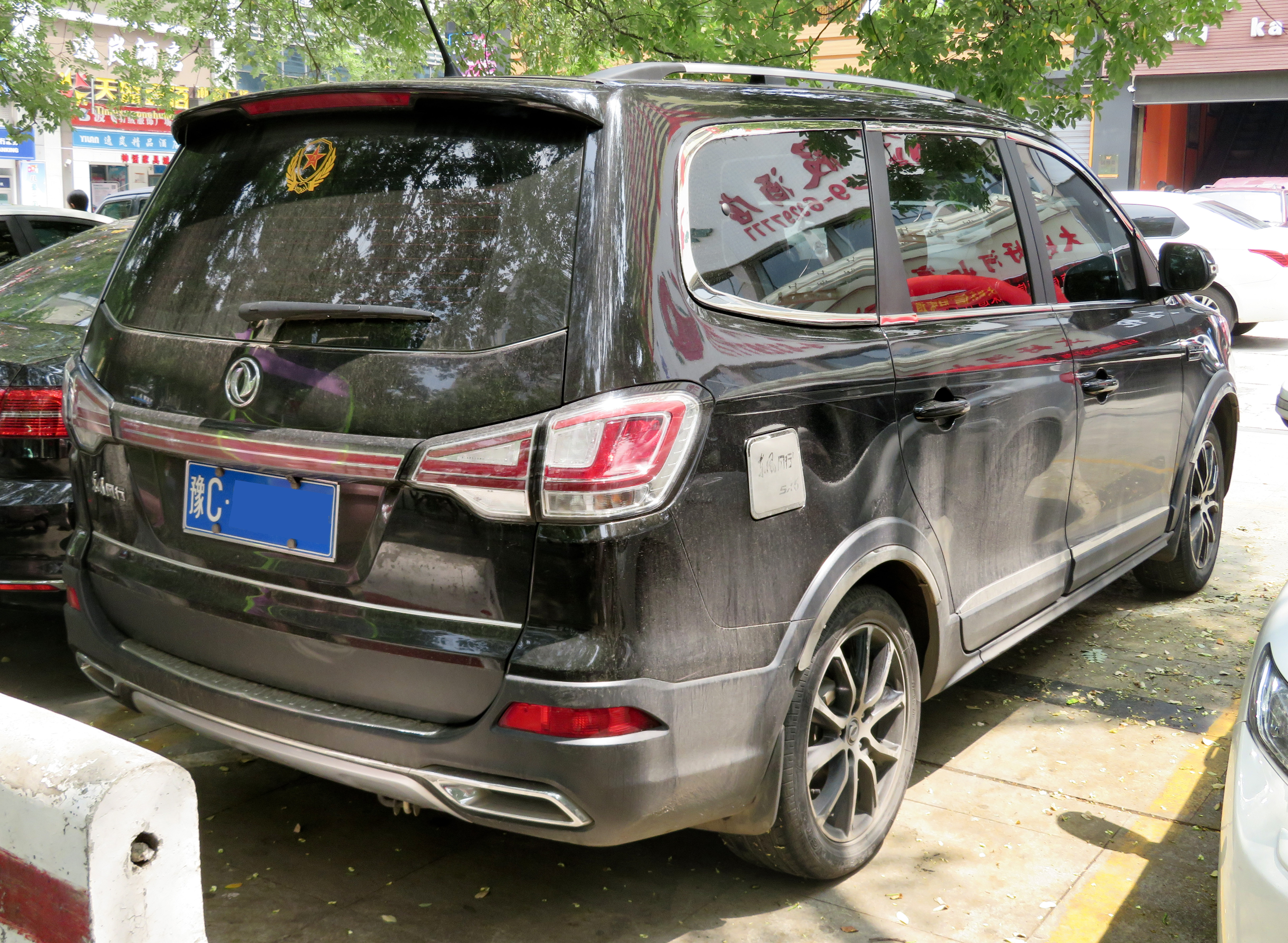
نمای عقب

اس‌ایکس۶ یک خودروی ۷ نفره است که قیمت آن در چین از ۶۹٬۹۰۰ تا ۱۰۲٬۹۰۰ یوان است. اس‌ایکس۶ با دو پیشرانهٔ ۱٫۶ لیتری با ۱۱۷ اسب بخار قدرت و ۱۵۰ نیوتن متر گشتاور و ۲ لیتری با ۱۳۸ اسب بخار قدرت و ۲۰۰ نیوتن متر گشتاور عرضه می‌شود. نسخهٔ ۱٫۶ لیتری با ۲ جعبه‌دندهٔ ۵ دندهٔ دستی و سی‌وی‌تی و نسخهٔ ۲ لیتری تنها با جعبه‌دندهٔ ۵ دندهٔ دستی عرضه می‌شود. هیچ‌کدام از نسخه‌های این خودرو با جعبه‌دنده خودکار عرضه نمی‌شود. موتور ۱٫۶ لیتری با کد ۴ای۹ توسط میتسوبیشی و موتور ۲ لیتری توسط پی‌اس‌ای تولید شده‌است.

## دانگ‌فنگ ایکس۶
دانگ‌فنگ ایکس۶ یک کراس اوور سایز بزرگ است که از سال ۲۰۱۶ تا ۲۰۱۷ توسط دانگ فنگ در چین تولید شد. این خودرو به عنوان مدل جایگزین دانگ‌فنگ اس‌ایکس۶ معرفی شد. در سال ۲۰۱۷ تولید این خودرو به علت فروش کم متوقف شد.

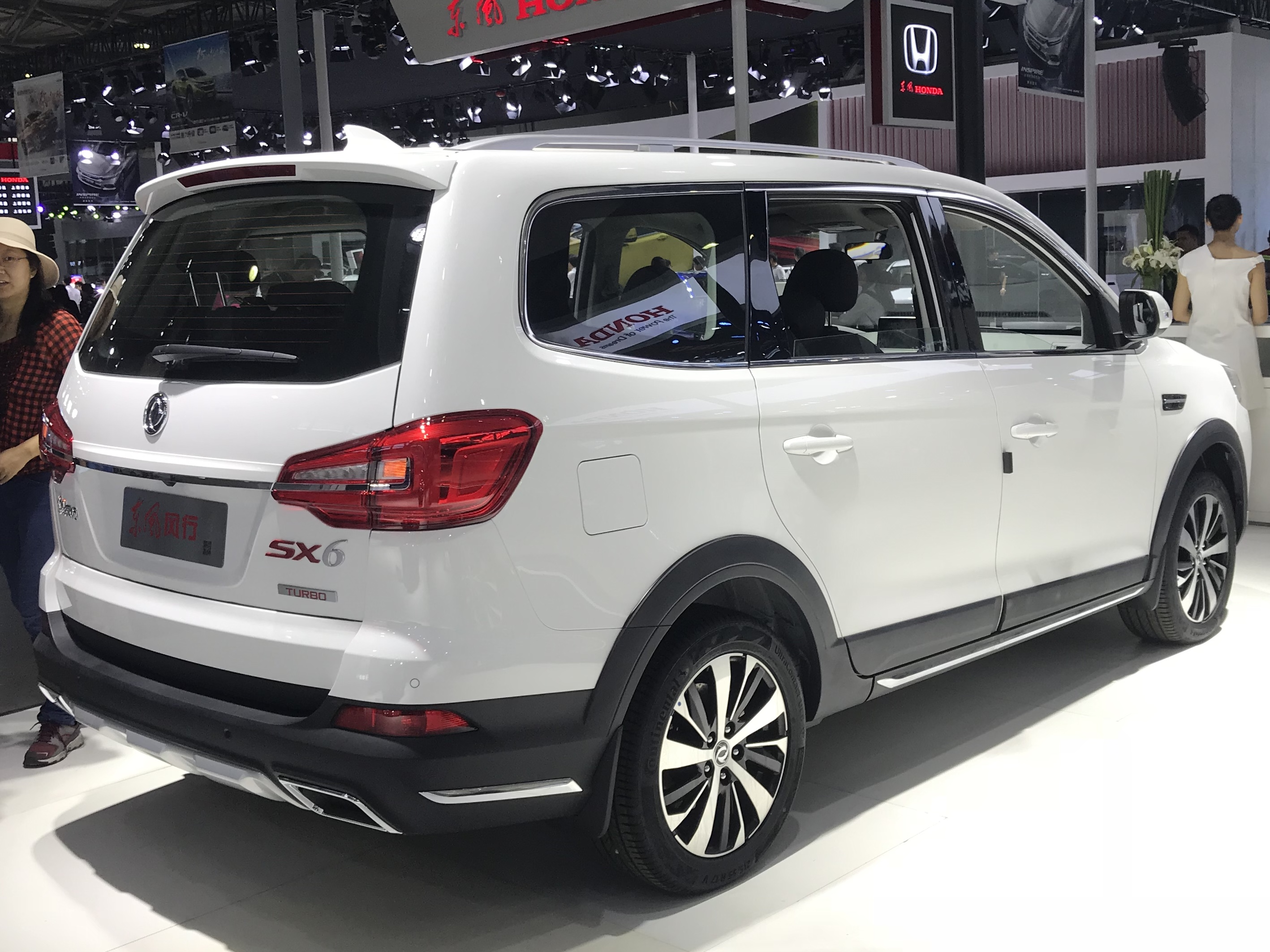
نمای عقب

### قیمت
قیمت این خودرو در زمان عرضه در سال ۲۰۱۶ از ۸۴۹۰۰ یوان تا ۱۰۹٬۹۰۰ یوان متغیر بود.

### موتور و جعبه دنده
برای این خودرو دو نوع موتور قابل عرضه بود؛ یک موتور ۱٫۵ لیتری خطی ۴ سیلندر بنزینی توربو با قدرت ۱۵۰ اسب بخار و ۲۰۰ نیوتن متر گشتاور و یک موتور ۲٫۰ لیتری خطی ۴ سیلندر بنزینی با قدرت ۱۴۷ اسب بخار و ۲۰۰ نیوتن متر گشتاور موتورهای این خودرو بودند.
این خودرو به یک گیربکس ۶ سرعته سی‌وی‌تی مجهز است.

### ابعاد
ابعاد این خودرو به طول ۴٬۶۶۰ میلیمتر، عرض ۱٬۸۱۰ میلیمتر و ارتفاع ۱٬۷۹۰ میلیمتر می‌باشد. ظرفیت خودرو ۷ نفره است و چینش صندلی‌ها به صورت ۲، ۲ ، ۳ است.

## نگارخانه

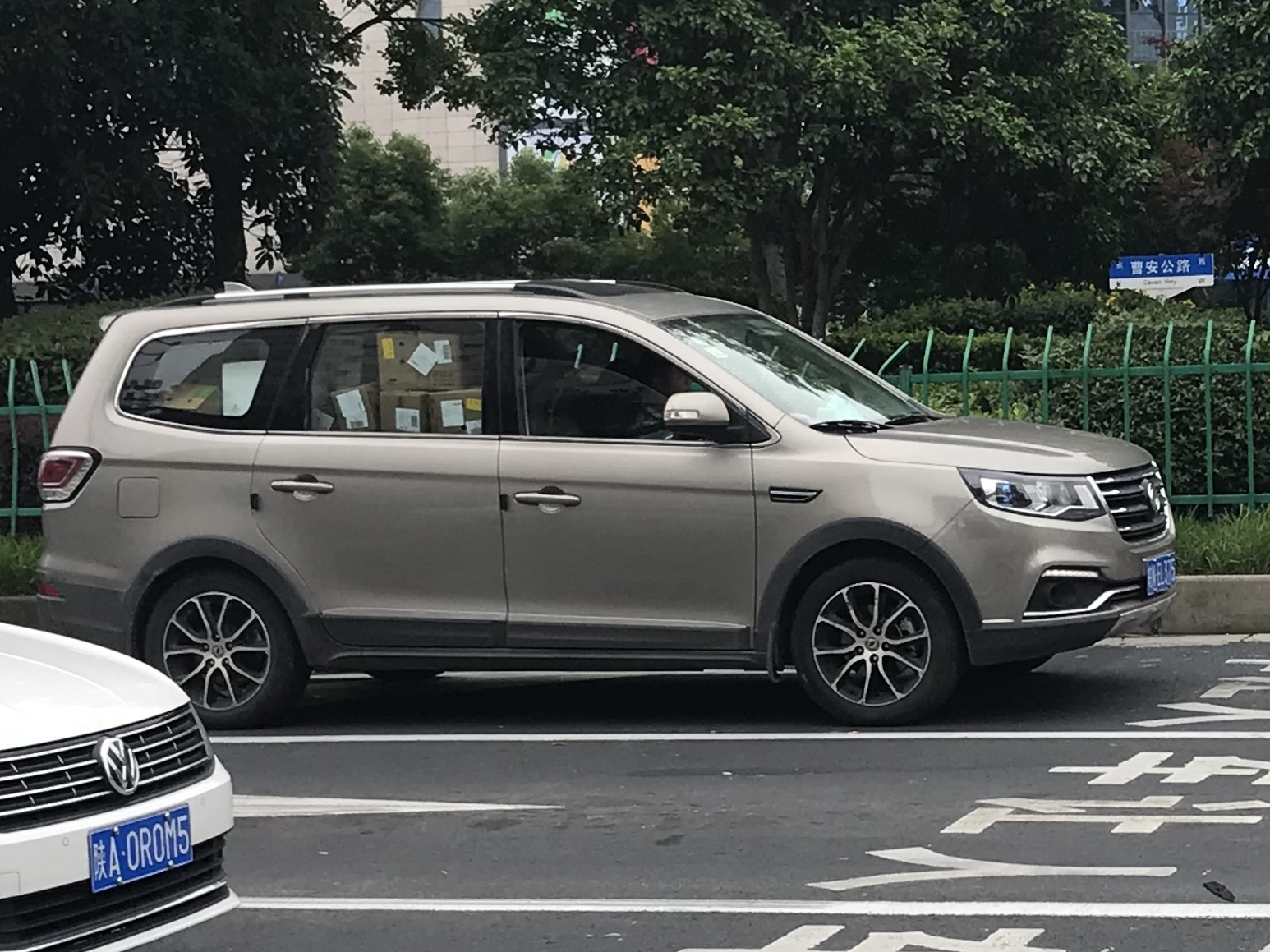
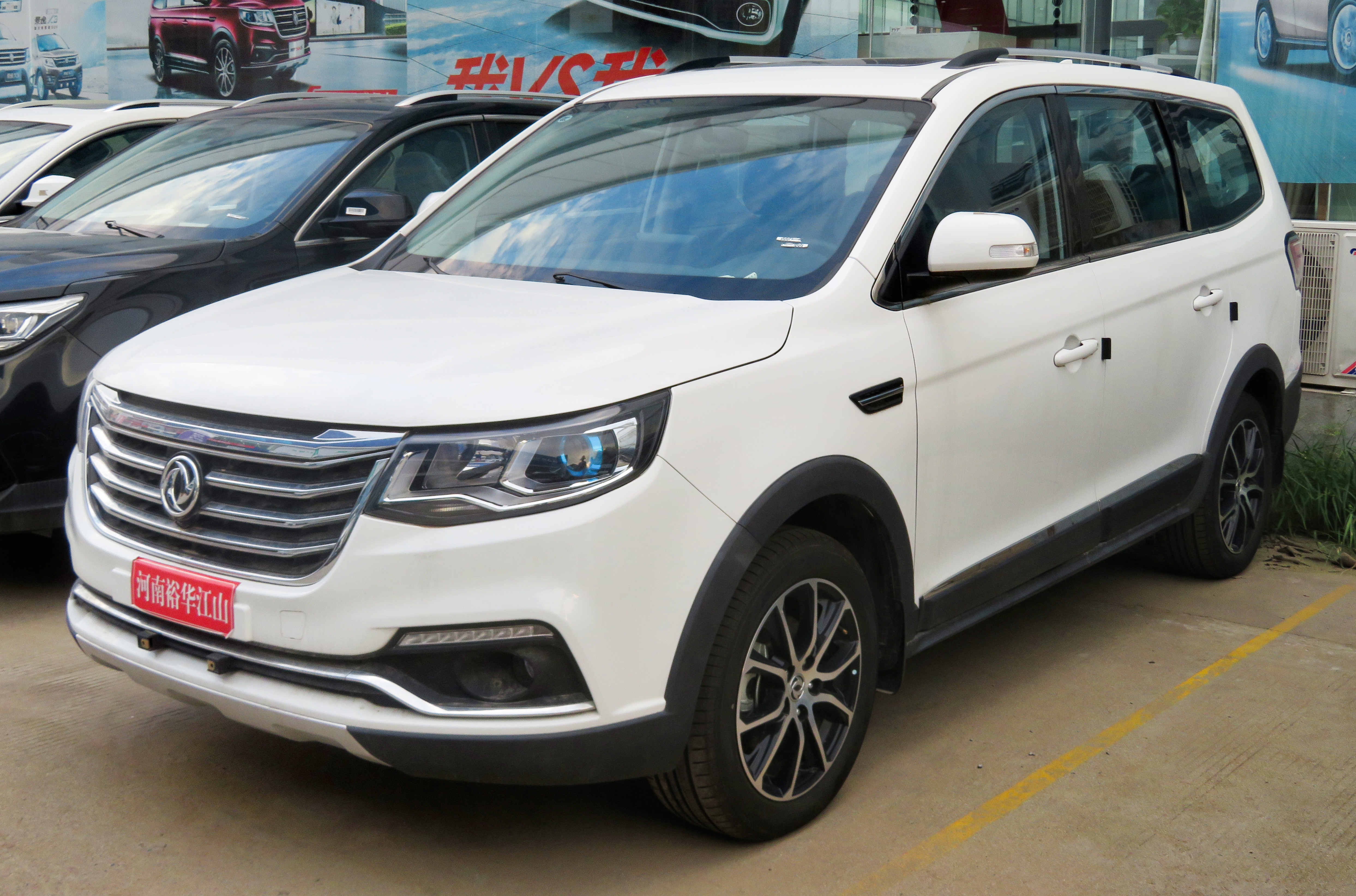

## امکانات
- ایموبلایزر
- استارت دکمه‌ای
- کروز کنترل
- رادار پارک
- ترمز ضد قفل
- سیستم کنترل پایداری الکترونیکی
- دی لایت
- نمایشگر

منابع: